# Лютый, Владислав Алексеевич
Владисла́в Алексе́евич Лю́тый (укр. Владислав Олексійович Лютий; 25 августа 1970) — советский и украинский футболист

## Карьера
Воспитанник украинского футбола.
Первые шаги начались в профессиональном клубе СКА (Киев) с детской команды до команды мастеров, где добился звания КМС.
После был приглашён в «Кривбасс». С 1991 по 1992 выступал в запорожском «Торпедо», с которым дошёл до полуфинала Кубка Украины. После чего вернулся в «Кривбасс», в котором отыграл три сезона, будучи капитаном команды и добился звания МС Украины. В 1995 играл в запорожском «Металлурге».

С 1996 по 1998 играл в «Нефтехимике». В нижнекамском клубе, по словам Лютого, был полный порядок, а при возникновении проблем, можно было обратиться к президенту клуба, который всегда помогал. После Нижнекамска играл в «Прикарпатье» из Ивано-Франковска (высшая лига).
После перешёл в «Женис» Казахстан. В 2000 играл в «Акмоле» из Кокчетава.
Приехав на родину играл в «Полиграфтехнике» и в «Звезде». После был приглашен в «Пахтакор», в котором провёл успешный сезон, став обладателем Кубка и серебряным призёром чемпионата Узбекистана.
Завершил карьеру в махачкалинском «Динамо» где провел два сезона.
После завершения игровой карьеры стал детским тренером по футболу. Работал тренером в двух киевских ДЮСШ — «Киевская Русь» и «Победитель».

## Достижения
- Обладатель Кубка Узбекистана 2001 года.
- Серебряный призёр чемпионата Узбекистана 2001 года.
- Бронзовый призёр Первой лиги Украины 2001 года.
- Победитель Второго дивизиона России (зона «Юг») 2003 года.